# 응아야다어파
응아야다어파(영어: Ngayarda languages; Ngayarta /ŋajaʈa/)는 웨스턴오스트레일리아주 필바라 지방의 서로 밀접하게 연관돼있는 언어들이다. 응아야다 어파로 분류된 언어들은 다음과 같다(Bowern & Koch 2004).
- 마투투니라어(영어판)
- 응알루마-카리야라어(영어판)
- 인지반디어(영어판)–쿠라마어(영어판)
- 판지마어(영어판)
- 주루루어(영어판)
- 냐말어(영어판)
- 이나왕카어(영어판)
- 응알라어(영어판)
- 누왈라어(영어판)
- 팔쿠어(영어판)

Dench(1995)는 이나왕카어, 누왈라어, 응알라어를 확실하게 분류할 수 있을정도로 자료가 충분하지 않다고 서술하며 편의상 응아야다어로 분류하고 있다. 반면에 Bowern & Koch(2004)는 이들 언어를 아무 부연설명 없이 응아야다어로 분류하고 있다. 추가로 인지반디어-쿠라마어와 응알루마-카리야라어를 방언쌍으로 취급할만한 증거가 있지만, 토착적인 인식은 이들을 개별적인 언어로 여긴다. 팔쿠어는 때때로 응아야다어에서 제외되지만 이에 대해 어느정도 이견이 있다.
응아야다라는 이름은 응아야다어파의 많은 언어에서 "사람"을 의미하는 어휘에서 온 것이다. 응아야다어파는 파마늉아어족의 한 가지를 형성한다.
응아야다어파는 어휘통계학상에 기초해서도 입증되지만 O'Grady(1966)에 의해 처음 제안된 다음과 같은 문법적 특징들로도 입증된다.
- 응아야다어파의 잘 알려진 언어들(예를 들어 응알루마어와 인지반디어)는 생산적인 능동태/수동태 변별을 가진다.
- 파마늉아조어(영어판) *-lu~-ngku의 대응형이 타동사 주어 표지로 사용되지 않는다.
- 파마늉아조어 접미사 *-ku가 간접 목적어 표지로의 특수한 의미에서 목적어 표지로의 더 넓은 의미로 바뀌었다.
- 파마늉아조어 동사 접미사 *-(l)ku가 미래시제(또는 원망법)에서 현재시제로 바뀌었다.

C.G. von Brandenstein은 응아야다어파를 해안 응아야다어와 내륙 응아야다어로 나누는 분류를 제안했다. 이 분류는 더 이상 옳다고 여겨지지 않지만, Austin(1988)은 von Brandenstein의 오류가 이 분류에 기초한 것으로 보이는 Wurm과 Hattori의 오스트레일리아 언어 지도에 답습되고 있음을 지적했다.

## 참고문헌
- Bowern, Claire and Harold James Koch. Australian Languages: Classification and the Comparative Method. John Benjamins Pub., 2004.
- Dench, Alan. Martuthunira: A language of the Pilbara region of Western Australia PL C-125. Pacific Linguistics: Canberra, 1995.
- O'Grady, G.N. "Proto-Ngayarda Phonology". Oceanic Linguistics, 1966, 5:71-130.